# یکپارچه‌سازی سرزمین

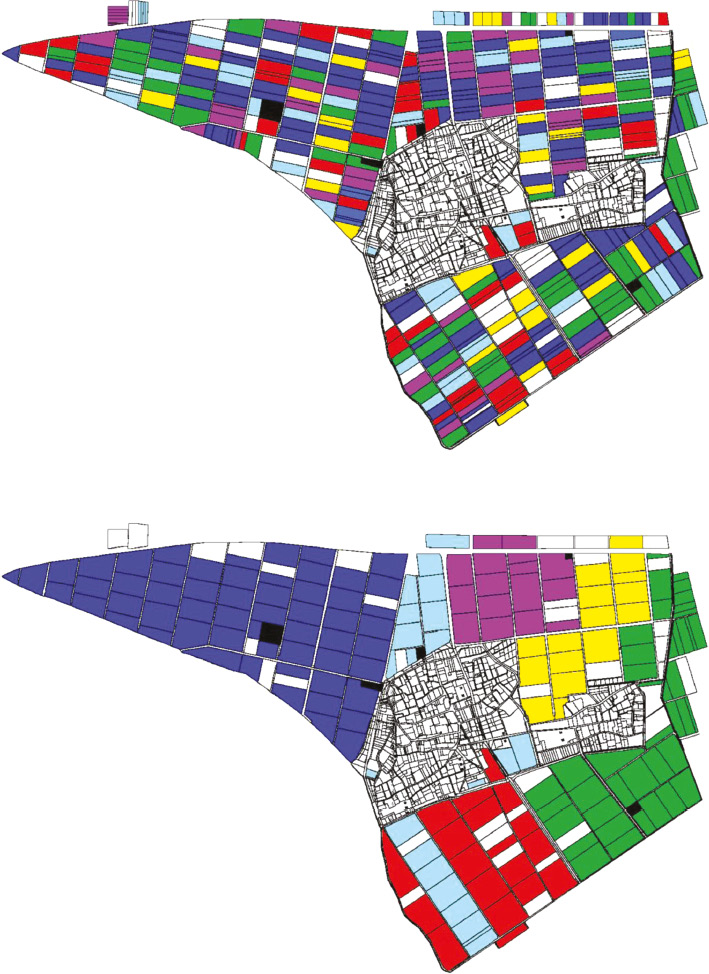
نقشه فرایند یکپارچه‌سازی زمین، که هر رنگی نشان‌دهنده دارایی‌های کشاورزان مختلف پیش از (تصویر بالا) و پس از (تصویر زیر) فرایند است.

یکپارچه‌سازی سرزمین یا یکپارچه‌سازی زمین یا یکپارچه‌سازی اراضی (به انگلیسی: Land consolidation)، یک اصلاح و بازآرایی دوباره از قطعات زمین و مالکیت آنها است. معمولاً برای تشکیل زمین‌های بزرگ‌تر و منطقی‌تر استفاده می‌شود. یکپارچه‌سازی اراضی می‌تواند برای بهبود زیرساخت‌های روستایی و اجرای سیاست‌های توسعه‌ای و زیست‌محیطی (بهبود پایداری زیست‌محیطی و کشاورزی) مورد استفاده قرار گیرد.

## جستارهای بیشتر
- دانش تغییر سرزمین
- اصلاح اراضی